# Théodule-Armand Ribot
Théodule-Armand Ribot (Guingamp, 18 dicembre 1839 – Parigi, 9 dicembre 1916) è stato uno psicologo francese.

## Biografia
Laureato in medicina, sotto l'influenza degli associazionisti inglesi, fra cui Herbert Spencer, Alexander Bain e Wilhelm Wundt, ed in continuità con la scuola francese dei medici filosofi, quali Philippe Pinel e Jean-Martin Charcot, rivolse i suoi interessi alla psicofisica, indi alla psicofisiologia e fondò al Collège de France il primo laboratorio francese di psicologia sperimentale.
Ribot fu, insieme a Taine, il fondatore del movimento degli psicologi patologi francesi. Fu molto vicino anche allo psicologo e matematico belga Joseph Delboeuf.
Rispetto al suo contemporaneo, Ribot si distinse per una maggiore capacità didattico-organizzativa. Gli è riconosciuto inoltre il merito di aver aperto una nuova strada nel panorama psicologico europeo.
Fautore di una metodologia di ricerca che fosse al contempo soggettiva ed oggettiva, così da consentire un ordinamento dei fatti psichici sufficientemente coerente da poter analizzare i dati rilevati mediante l'introspezione, Ribot ideò il cosiddetto metodo patologico, che aprì l'ambito psicopatologico all'interesse della psicologia. 
Tale metodo, fortemente sistematizzato, era costituito essenzialmente da due fasi: l'osservazione pura della psicopatologia e la sperimentazione su di essa. Ma la più grande innovazione portata dall'adozione di questa strategia conoscitiva riguardava il superamento di una concezione dell'osservazione psicologica limitata al contesto del laboratorio e la promozione di un'osservazione mirata alla condotta globale dell'uomo.
Ne Le malattie della personalità affrontò l'analisi dell'azione patologica sulle capacità individuali, teorizzando un meccanismo d'involuzione che porta la personalità umana a perdere (tramite un'involuzione appunto) prima la propria dimensione intellettiva, poi quella affettiva ed infine quella organica.
Sul finire della carriera ottenne, per la prima volta in Francia, una cattedra di Psicologia Sperimentale e Comparata, che fu attivata presso il Collège de France.
Fondò nel 1876 la Revue philosophique de la France et de l'étranger, sede di intensi dibattiti fra i ricercatori di psicologia sperimentale.

## Opere
- La psychologie anglaise contemporaine (école expérimentale), Paris, Ladrange, 1870 testo on-line 2ª ed. 1875;
- L' heredite : etude psychologique sur ses phenomenes, ses lois, ses causes, ses consequences, Paris, Baillière, 1873 testo on-line;
- La philosophie de Schopenhauer, Paris, Baillière, 1874 testo on-line;
- La psychologie allemande contemporaine, Paris, Baillière, 1879 testo on-line;
- Les maladies de la mémoire, Paris, Baillière, 1881 (tr. it. di L. Tucci, Palermo, Sandron, 1881) testo on-line ed. 1888;
- L'heredité psychologique, (2a éd.) Paris, Baillière, 1882 testo on-line ed. 1894;
- Les maladies de la volonté, Paris, Baillière, 1883 (tr. it. di S. Behr, Milano, Treves, 1904) testo on-line 5ª ed. 1888;
- Les maladies de la personnalité, Paris, Alcan, 1885 (tr. it. di L. Tucci, Palermo, Sandron, 1906) testo on-line ed. 1888;
- La psychologie de l'attention, Paris, Alcan, 1889 (tr. it. di S. Behr, Milano, Treves, 1905) testo on-line;
- La psychologie des sentiments, del 1896 (tr. it. Palermo, Sandron, 1896) testo on-line;
- L'évolution des idées générales, Paris, Alcan, 1897;
- Essai sur l'imagination creatrice, Paris, Alcan, 1900 testo on-line;
- La logique des sentiments, Paris, Alcan, 1905 (tr. it. di S. Behr, Palermo, Sandron, 1908) testo on-line;
- Essai sur les passions, Paris, Alcan, 1907 (tr. it. di S. Behr, Città di Castello, Lapi, 1907) testo on-line;
- Problemes de psychologie affective, Paris, Alcan, 1910 testo on-line;
- La vie inconsciente et les mouvements, Paris, Alcan, 1914 testo on-line;
- Th. Ribot: choix des textes et etude de l'oeuvre (par G. Lamarque, preface de Pierre Janet);
- Scritti di psicologia (1879-1894) (a c. di V.P. Babini, Bologna, Clueb, 1996).

## Traduzioni
- H. Spencer, Principes de psychologie, Paris, Baillère, 1874 (tr. fr. di Th. Ribot e A. Espinas);

## In italiano
- Le malattie della memoria, Palermo, Sandron, 1881 (tr. it. di L. Tucci);
- La psicologia dei sentimenti, Palermo, Sandron, 1886 (tr. it. di F.M. C.);
- Le malattie della volontà, Milano, Treves, 1904 (tr. it. di S. Behr);
- La logica dei sentimenti, Palermo, Sandron, 1905 (tr. it. di S. Behr);
- Psicologia dell'attenzione, Milano, Treves, 1905 (tr. it. di S. Behr);
- Le malattie della personalità, Palermo, Sandron, 1906 (tr. it. di L. Tucci);
- Saggio su le passioni, Città di Castello, Lapi, 1907 (tr. it. di S. Behr);
- Scritti di psicologia (1879-1894), Bologna, Clueb, 1996 (a c. di V.P. Babini);
- La logica dei sentimenti, Napoli, La città del sole, 2005 (intr. di R. Conforti).

## Su Th. Ribot
- I fondamenti della psicologia morale positiva, sul disegno di Th. Ribot e secondo le indagini più recenti, Torino, Paravia, 1897;
- Centenaire de Th. Ribot : jubilé de la psychologie scientifique française, 1839-1889-1939, Agen, Imprimerie Moderne, 1939;
- M. Meletti-Bertolini, Il pensiero e la memoria : filosofia e psicologia nella Revue philosophique di Théodule Ribot, 1876-1916 / Mara Meletti Bertolini, Milano, Angeli, 1991;
- I. Haaz, Les conceptions du corps chez Ribot et Nietzsche : à partir des "Fragments posthumes" de Nietzsche, de la "Revue philosophique de la France et de l'étranger" et de la "Recherche-Nietzsche", Paris, L'Harmattan, 2002;
- M. Innamorati, Il meccanismo intimo dello spirito : la psicologia di Théodule Ribot nel suo contesto storico, Milano, Angeli, 2005.